# Abisko
Abisko ist ein Ort (småort) in der nordschwedischen Provinz Norrbottens län und der historischen Provinz (landskap) Lappland.
Er liegt 195 km nördlich des Polarkreises und 39 Straßenkilometer östlich der schwedisch-norwegischen Grenze auf einer Höhe von 385 m über dem Meeresspiegel. Der 131 Einwohner (2015) zählende Ort in der Gemeinde Kiruna liegt am Südufer des Sees Torneträsk.
In unmittelbarer Nachbarschaft befindet sich der 1909 gegründete Nationalpark Abisko. Abisko liegt an der Europastraße 10 und der Bahnstrecke von Kiruna nach Narvik (Norwegen). Der Bahnhof des Orts heißt Abisko Östra und ist nicht zu verwechseln mit dem Haltepunkt Abisko turiststation. In der Nähe befinden sich Skigebiete mit Schneesicherheit bis in den Juni hinein.
Wanderer können in der 1902 eröffneten und etwa 2 km westlich des Ortes gelegenen Abisko turiststation übernachten. Diese ist nördlicher Ausgangs- bzw. Endpunkt des Fernwanderwegs Kungsleden. Die Abisko turiststation wird wie die anderen Hütten entlang des Kungsleden vom schwedischen Touristenverband STF betrieben.
Markantes landschaftliches Wahrzeichen des Ortes ist das große, fast halbkreisförmige Trogtal Lapporten zwischen den beiden Bergen Tjuonatjåkka (1554 m ö.h.) und Nissuntjårro (1738 m ö.h.). Der Name Abisko geht auf die nordsamische Bezeichnung Ábeskovvu zurück, wobei die Vorsilbe von áphi, einem nordischen Leihwort für See, herrührt und die Nachsilbe mit dem schwedischen und norwegischen skog für Wald in Verbindung gebracht wird. Der Name wird daher als der Wald am See (See, d. h. Torneträsk) gedeutet.
In Abisko liegt eine Forschungsstation, die Abisko Scientific Research Station (schwedisch Abisko naturvetenskapliga station), die bis zum 1. Dezember 2010 von der Königlichen Schwedischen Akademie der Wissenschaften (Kungliga Vetenskapsakademien) betrieben wurde und seither beim Schwedischen Sekretariat für Polarforschung (Polarforskningssekretariatet) angesiedelt ist. Aufgrund seiner lokalen meteorologischen Besonderheiten, die dafür sorgen, dass der Ort ungewöhnlich viele klare Nächte aufweist, gilt Abisko als einer der am besten geeigneten Orte der Welt, um Polarlichter zu beobachten.

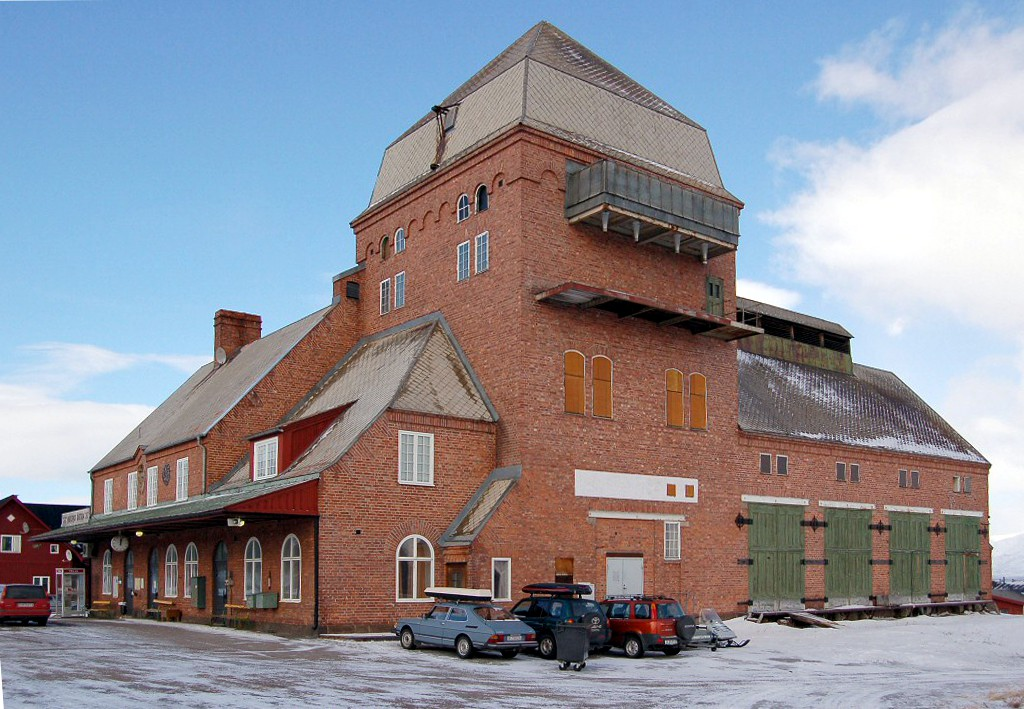
Die Bahnstation Abisko Östra
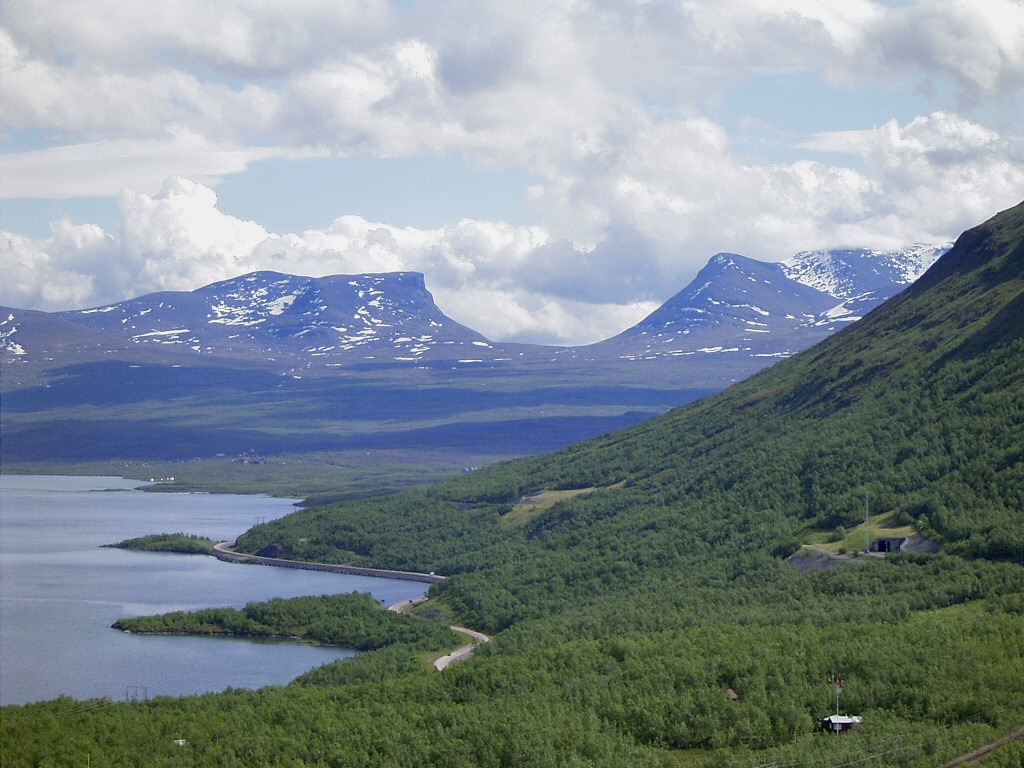
Lapporten

## Klima
Abisko ist der niederschlagsärmste Ort Schwedens.
|                        | Jan   | Feb   | Mär  | Apr  | Mai  | Jun  | Jul  | Aug  | Sep  | Okt  | Nov  | Dez  |   |       |
| Mittl. Temperatur (°C) | −11,9 | −10,9 | −7,9 | −2,8 | 3,1  | 8,4  | 11,0 | 9,7  | 5,2  | 0,3  | −5,0 | −9,1 | ⌀ | −0,8  |
|                        |       |       |      |      |      |      |      |      |      |      |      |      |   |       |
| Niederschlag (mm)      | 24,7  | 18,7  | 15,3 | 12,0 | 13,2 | 22,2 | 53,7 | 44,6 | 23,3 | 27,7 | 22,4 | 25,9 | Σ | 303,7 |

|  |

|  |

|  |

|  |

|  |

|  |

|  |

|  |

|  |

|  |

|  |

|  |

|  |

|  |

|  |

|  |

|  |

|  |

|  |

|  |

|  |

|  |

|  |

|  |